# Delta Cygni
Delta Cygni is een drievoudige stelsel in het sterrenbeeld Zwaan. Het systeem bestaat twee sterren die dicht bij elkaar staan en een afgezonderde ster. Delta Cygni staat ook bekend als Rukh.